# プロブレマティカ
プロブレマティカ（problematica）とは、古生物学において由来の特定できない化石を指す言葉である。日本語では未詳化石、疑問化石、所属不明化石などとも呼ばれる。微化石の場合は特にマイクロプロブレマティカと呼ばれる場合もある。

## 概説

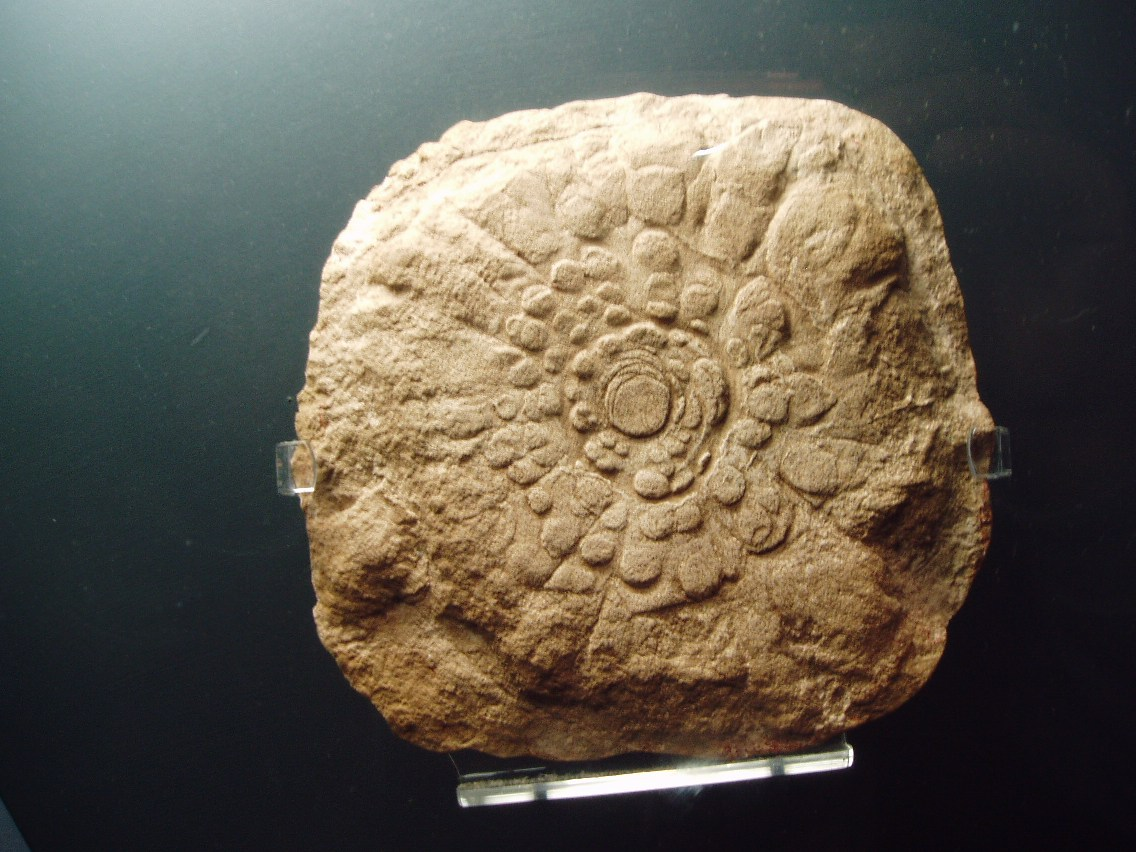
プロブレマティカの一例
マウソニテス（［en］。原生代新原生代エディアカラ紀。英国、ロンドン自然史博物館所蔵）

プロブレマティカは生物に由来するものと推測されるが、その分類学的位置付けが明らかでなかったり、近縁種さえも類推不可能な化石である。あるいは、そもそも化石ではなく無機的要因で生成したことが疑われるものもある。プロブレマティカが詳細不明であるのは、もっぱら化石自体の本質的な特徴に理由があるのであって、化石が破損していたり、二次的な変成を受けたがゆえに情報が失われて同定が困難となったものではない。
発見当初にプロブレマティカとされていた化石が、のちの研究の進展によって同定される場合もある。例えばコノドントはプロブレマティカの一例であるが、クリダグナサスなどの原始的な脊椎動物の歯であることが明らかになった。また、従来は多くの生痕化石がプロブレマティカとして扱われていたが、これも生痕を生成する動物群の解明とともに、生痕化石として別途扱われるようになっている。